# Суринамско-турецкие отношения
Суринамско-турецкие отношения — двусторонние дипломатические отношения между Суринамом и Турцией.

## История
Дипломатические отношения между Турцией и Суринамом были установлены 17 мая 1976 года. Соглашение о дружбе и сотрудничестве, подписанное между странами 7 марта 2013 года, 13 сентября 2017 года вступило в силу.
Из-за географической удалённости отношения между двумя странами в прошлом оставались ограниченными. Однако после проводимой Турцией информационной политики в отношении региона Латинской Америки и Карибского бассейна двусторонние отношения стали дальше развиваться.
Политические отношения между Турцией и Суринамом в основном сосредоточены на многостороннем сотрудничестве через такие организации, как ООН, КАРИКОМ, СЕЛАК и ОИК. Турция и Суринам создали механизм сотрудничества на многосторонних платформах и оказывают друг другу поддержку в выдвижении международных кандидатур, особенно в ООН.
8 декабря 1982 года председатель Национального военного совета Суринама Дези Баутерсе приказал казнить группу из 13 диссидентов, в том числе редактора газеты и двух адвокатов-правозащитников, что стало известно как декабрьские убийства. Последующие действия Бутерсе, в том числе поджог офиса голландской газеты Vrije Stem, вызвали разрыв дипломатических отношений между двумя странами.
Отношения достигли рекордно низкого уровня после телефонного переворота, когда в 1991 году Бутерс отправил в отставку демократически избранное правительство «Нового фронта за демократию и развитие».
Дипломатические отношения между странами были нормализованы с избранием Рональда Венециана, который восстановил отношения с Нидерландами и Турцией, что привело к значительной финансовой помощи со стороны правительств Нидерландов и Турции.

## Визиты
6—9 мая 2013 года вице-президент Суринама Роберт Амирали посетил Турцию. 14—15 апреля 2016 года министр иностранных дел Суринама Нирмала Бадрисинг посетила Стамбул для участия в 13-м Исламском саммите ОИК и встретилась с министром иностранных дел Турции Мевлютом Чавушоглу.
10 июля 2017 года министр иностранных дел Турции Мевлют Чавушоглу встретился с министром иностранных дел Суринама Йылдыз Поллак-Бигли на полях 44-й сессии Совета министров ОИК в Абиджане (Кот-д’Ивуар).
20—21 сентября 2018 года глава МИД Турции Мевлют Чавушоглу посетил Суринам и был принят его президентом Дези Баутерсе. Это был первый визит на уровне министров иностранных дел Турции в Суринам.

## Торговые отношения
Объём торговли между двумя странами в 2019 году составил 18,2 млн $ (экспорт/импорт Турции: 18,1/0,1 млн $).

## Дипломатические представительства
Посольство Турции в Порт-оф-Спейн (Тринидад и Тобаго) аккредитовано в Суринаме. У Турции также есть почётное консульство в Парамарибо, тогда как у Суринама есть почётные консульства в Анкаре и Стамбуле.